# Riverdale (Geórgia)
Riverdale é uma cidade localizada no estado americano de Geórgia, no Condado de Clayton.

## Demografia
Segundo o censo americano de 2000, a sua população era de 12.478 habitantes.
Em 2006, foi eStimada uma população de 15.502, um aumento de 3024 (24.2%).

## Geografia
De acordo com o United States Census Bureau tem uma área de 11,0 km², dos quais 11,0 km² cobertos por terra e 0,0 km² cobertos por água. Riverdale localiza-se a aproximadamente 278 m acima do nível do mar.

## Localidades na vizinhança
O diagrama seguinte representa as localidades num raio de 12 km ao redor de Riverdale.